# József Menyhárt
József Menyhárt, maďarsky Menyhárt József, (* 15. září 1976, Dunajská Streda) je slovenský lingvista, politik, vysokoškolský pedagog a zpěvák maďarské národnosti. V letech 2016 až 2020 byl předseda Strany maďarské komunity – Magyar Közösség Pártja. V prezidentských volbách 2019 kandidoval za SMK–MKP na post prezidenta Slovenské republiky.

## Biografie
Narodil se roku 1976 v Dunajské Stredě v Západoslovenském kraji v tehdejší Československé socialistické republice. Vyrůstal v obci Vrakúň (maďarsky Nyékvárkony), kde vychodil zdejší Základní školu s maďarským vyučovacím jazykem. Středoškolská studia absolvoval na Gymnáziu s maďarským vyučovacím jazykem v Dunajské Stredě, tehdy se dostal do kontaktu se skautským hnutím. V roce 1999 získal diplom v oboru učitel maďarština–němčina na Univerzita Komenského v Bratislavě. Mezi lety 1999 až 2001 pracoval jako učitel na Soukromém maďarském gymnáziu v Galantě. Od roku 2004 vyučuje na Univerzita Konštantína Filozofa v Nitře. Poté studoval jako doktorand na Univerzitě Loránda Eötvöse v Budapešti, kde roku 2007 získal titul PhD.

### Politická kariéra
Politicky aktivní je od svých 26 let. Nejprve byl zvolen zastupitelem obce Vrakúň jako nezávislý, později roku 2010 se stal členem SMK–MKP. V období mezi lety 2010 a 2014 byl místostarostou obce Vrakúň. Ve volbách do VÚC 2013 byl zvolen za zastupitelem Trnavského samosprávného kraje. V parlamentních volbách 2016 kandidoval na 4. místě na celostátní kandidátní listině SMK-MKP. V letech 2016 až 2020 byl předsedou Strany maďarské komunity – Magyar Közösség Pártja.

### Prezidentská kandidatura 2019
Dne 29. září 2018 Strana maďarskej komunity – Magyar Közösség Pártja oznámila, že József Menyhárt bude stranickým kandidátem na post prezidenta Slovenské republiky v nadcházejících volbách v roce 2019. Pro svou kandidaturu získal 26 800 podpisů občanů. Dne 19. února 2019 se však své kandidatury vzdal ve prospěch Roberta Mistríka, aby nedocházelo ke štěpení hlasů pravicových voličů. Mistrík později ze stejného důvodu ze své kandidatury také odstoupil ve prospěch Zuzany Čaputové.

## Soukromý život
Hovoří anglicky, maďarsky, německy a slovensky. V roce 2000 založil hudební těleso s názvem Kicsi Hang. Od roku 2006 je ženaty s Éva Matusovou, povoláním rovněž učitelkou maďarštiny a němčiny. Mají spolu dvě dcery Jázmin (* 2008) a Johanna (* 2013). S rodinou žije v obci Vrakúň. Je členem Szlovákiai Magyar Cserkészszövetség (od 1991), Mercurius Társadalomtudományi Kutatócsoport (1999), Gramma Egyesület (2001), Kempelen Farkas Társaság (2002), Arany A. László Polgári Társulás (2009).